# Iphigénie à Aulis
Pour les articles homonymes, voir Iphigénie en Aulide.
Iphigénie à Aulis (en grec ancien Ἰφιγένεια ἡ ἐν Αὐλίδι / Iphigéneia hê en Aulídi) est une tragédie grecque d'Euripide présentée en 405 av. J.-C. au festival des Grandes Dionysies. C'est l'une des dernières œuvres de l'auteur, qui meurt un an avant la représentation, laquelle sera donc supervisée par son fils. Pièce très populaire pendant l'Antiquité, la description qui y est faite du sacrifice d'Iphigénie influencera des dizaines d’œuvres d'art antiques. Quand le texte est redécouvert à la Renaissance plusieurs nouvelles adaptations du mythe d'Iphigénie sont réalisées en s'inspirant explicitement de la pièce d'Euripide, notamment celle de Racine. Parmi les philologues, des débats importants existent autour de l'authenticité de certains passages, la fin du texte qui nous est parvenu étant notamment considérée comme une interpolation par la grande majorité des spécialistes.

## Genèse et création
En 408, Euripide quitte Athènes pour la cour du roi de Macédoine, Archélaos Ier à Pella où il meurt dans l'hiver 407-406. C'est donc son fils, Euripide le Jeune, qui présentera la pièce pour son père au concours des Grandes Dionysies au printemps 405, avec les Bacchantes et Alcméon à Corinthe, obtenant le premier prix pour son père.
Rédigée pendant les derniers mois de sa vie, il est probable que la mort du poète l'a empêché de mettre une dernière main à son ouvrage. On observe en effet plusieurs anomalies de forme, qui suggèrent l'intervention de mains étrangères à Euripide, dont très probablement celles de son fils.

## Les sources du texte
Les éditions modernes d'Iphigénie à Aulis sont fondées essentiellement sur deux manuscrits du XIVe siècle nommés L et P par les spécialistes. A l'origine de ces deux textes, les philologues admettent un modèle direct en minuscule appelé Λ. Ce dernier serait le descendant d'un tome isolé des pièces d'Euripide rangées par ordre alphabétique (de Danaé à Kylops).
Les papyrus d'Iphigénie à Aulis sont très peu nombreux. Celui du Fitzwilliam Museum de Cambridge de la fin du Ier siècle ou début du IIe siècle ne contient que quelques lettres médianes des vers 790-791. Le papyrus 510 de Leyde du IIIe siècle av. J.-C. comprend des morceaux des vers 1500-1509 et 784-792, accompagnés d'une notation musicale d'un intérêt exceptionnel. Enfin un papyrus de Cologne, daté par les éditeurs du IIe siècle av. J.-C., est constitué de sept morceaux de petite taille, provenant d'un cartonnage de momie. Ces papyrus permettent de corriger à quelques endroits les textes L et P en confirmant des conjectures de philologues ou de donner raison à l'une des versions par rapport à l'autre.
Enfin on relève une cinquantaine de citations d'Iphigénie à Aulis dans la littérature antique. Il n'est pas rare que ces extraits offrent un texte supérieur à celui de L et P, qui a été nécessairement corrompu par des millénaires de  tradition manuscrite.

## Argument
Nérée est, comme son nom l'indique, le père de toutes les Néréides. Il déploie ses violences dans les eaux d'Aonie et refuse de transporter les guerriers grecs en route pour Troie. Pour apaiser sa colère et laisser souffler les vents, il demande le sacrifice d'Iphigénie, fille d'Agamemnon. Lorsque l'intérêt public a vaincu la tendresse d'Agamemnon pour sa fille, lorsque le roi a vaincu le père, et qu'Iphigénie, prête à donner son sang pur, a pris place devant l'autel parmi les prêtres en larmes, Artémis déesse de la chasse s'attendrit enfin : elle étend un nuage devant tous les yeux et pendant la cérémonie, au milieu du tumulte du sacrifice, elle remplace par une biche la jeune princesse de Mycènes. Alors, apaisée par cette victime mieux faite pour elle, Artémis fait cesser la colère des flots, les mille vaisseaux reçoivent les vents en poupe et, après bien des épreuves, abordent sur la plage de la Troade.

## Un texte dont la forme a stimulé une critique importante

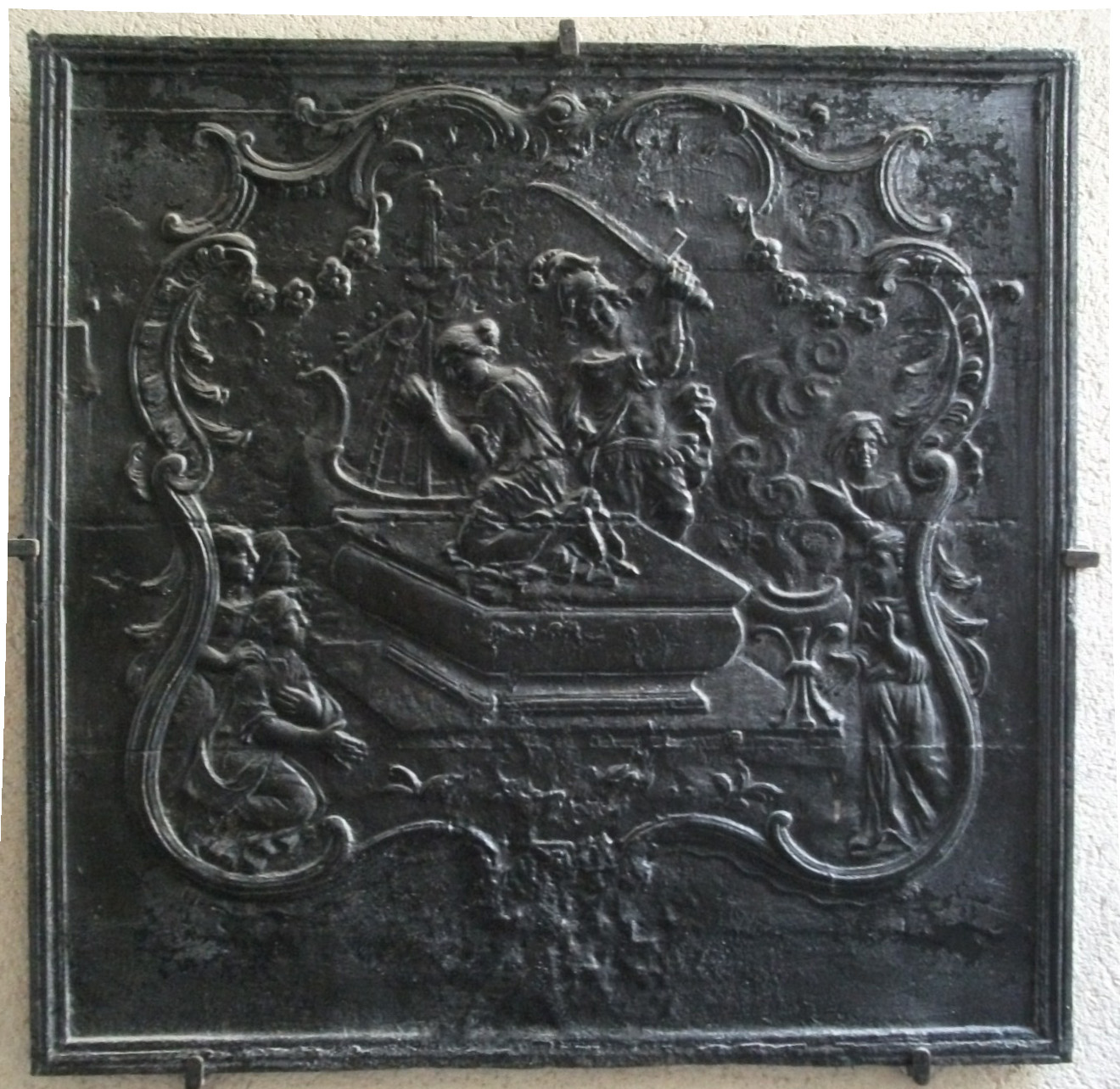
Iphigénie en Aulide, plaque de cheminée, période Louis XV, dans le passage Wendel. Don M.Pascal. Photographie par G.Garitan.

Du fait de bizarreries de forme présentes à plusieurs endroits de la pièce, de nombreux philologues ont rejeté comme interpolations des parties parfois importantes de la pièce dans un effort pour distinguer le texte primitif d'ajouts postérieurs. Ainsi  Denys Page élimine 548 vers sur 1629, attribués pour partie à Euripide le Jeune, pour partie à des poètes, metteurs en scène, acteurs ou editeur du IVe siècle av. J.-C. ou IIIe siècle av. J.-C., pour partie à des réfections byzantines. On est cependant revenu ces dernières décennies sur un tel goût pour les athétèses et le doute n'est permis que pour quelques parties de la pièce : pour l'essentiel, nous lisons bien une œuvre composée par Euripide.
Les principales parties dont l'authenticité est rejetée ou fait au moins débat parmi les spécialistes sont au nombre de trois : le prologue, l'exodos et la seconde partie du parodos.
La disposition du texte du prologue est en effet complètement atypique pour le théâtre antique, et des études approfondies sur ce passage ont abouti à des jugements complètement opposés : David Bain conteste l'authenticité de l'intégralité du prologue, là où Bernard Knox (en) isole onze arguments principaux contre l'authenticité et la disposition du texte transmis et en fait une réfutation systématique. Pour François Jouan, l'ensemble est marqué par un esprit euripidéen, même si le texte a sans doute subi ultérieurement des retouches et aménagements.
Les arguments contre l'authenticité de l'exodos sont eux beaucoup plus importants, et le texte a certainement connu des altérations importantes au moins à partir du vers 1571 et la plupart des éditeurs renoncent à défendre le texte à partir du vers 1578. Un des nombreux arguments contre l'authenticité de la partie finale de la pièce est un passage de l'Histoire des animaux de l'historien romain Claude Élien où ce dernier cite un fragment de l'exodos d'Iphigénie à Aulis. Dans cet extrait, Artémis dit à Agamemnon :

« Je déposerai dans les mains des Achéens une biche cornue : en la sacrifiant ils se flatteront d'immoler ta fille. »

Or, non seulement ces vers n'apparaissent pas dans la version qui nous est parvenue, mais la déesse n'est même pas un personnage de la pièce que nous lisons aujourd'hui. Si des philologues comme Louis Séchan rejettent le témoignage d'Élien, affirmant qu'il renvoie à une forme plus récente du dénouement où Artémis intervenait ex machina, il semble probable que la fin du texte d'Euripide a été modifié dans sa structure même.
Enfin la deuxième partie du parodos, constituant une manière de « Catalogue des Vaisseaux », a été généralement considérée comme une adjonction ultérieure. Cette partie donne en effet au parodos une dimension sans exemple dans le théâtre d'Euripide (159 vers), et comporte plusieurs défaillances métriques. Quelques critiques comme Walther Kranz défendent cependant l'authenticité du texte, montrant qu'il y a une certaine unité d'inspiration et de mètre entre les deux parties et des correspondances de l'une à l'autre.

## L'influence de la pièce
Populaire dès sa première représentation en 405, on sait qu'elle fut reprise à Athènes des décennies plus tard, en 341, rapportant à l'acteur Néoptolème un prix. Des allusions à la pièce par des poètes comiques le long du IVe siècle av. J.-C. siècle (Aristophane, Machon, Philétaïros et Ménandre) confirment la renommée de la pièce, qui sera aussi mentionnée dans sa Poétique. Le dramaturge latin Ennius la prendra comme principal modèle pour son Iphigénie, et de nombreuses références à ces deux versions sont présentes dans la littérature latine, Plutarque citant des vers l’œuvre d'Euripide pas moins de huit fois.
Un autre preuve de la popularité de l’œuvre est la quarantaine d’œuvres d'art produites entre le IVe siècle av. J.-C. et le Xe siècle (donc toutes postérieures à la pièce) représentant le sacrifice d'Iphigénie. La plus ancienne d'entre elles est sûrement est un tableau de Timanthe peint en 405, juste après la représentation de la pièce et donc probablement inspiré de cette dernière, tableau qui fut très célèbre pendant l'Antiquité. Si nos connaissances sur cette œuvre sont très parcellaires, on sait du moins qu'Achille n'y est pas représenté. Ce dernier participant au sacrifice dans la version de l'exodos qui nous est parvenue, c'est un argument supplémentaire contre son authenticité.
Ignoré par le Moyen Âge Occidental, Euripide est redécouvert à la Renaissance et l'editio princeps complète de ses pièces (dont Iphigénie à Aulis) est établie en 1503 à Venise. Ce n'est pourtant qu'au XVIIe siècle qu'elle inspire des tragédies : l'Iphigénie de Rotrou en 1643 et naturellement celle de Racine en 1674. Pour le XVIIe siècle on peut citer l'opéra de Gluck en 1774 et la libre traduction de Schiller composée à partir des versions anglaises et françaises.
Enfin c'est sur le texte d'Euripide que le réalisateur grec Michael Cacoyannis fondera son film Iphigénie sorti en 1977 et présenté au Festival de Cannes la même année.